# من یک قاتلم
من یک قاتلم (لهستانی: Jestem mordercą) یک فیلم جنایی لهستانی است که در سال ۲۰۱۶ منتشر شد. این فیلم برپایهٔ پروندهٔ قاتل زنجیره‌ای «زِجیستواف مارخویتسکی» ساخته شد که مابین ۱۹۶۴ تا ۱۹۷۰ میلادی، ۱۴ زن را به قتل رساند و ۷ نفر دیگر را زخمی کرد.

## بازیگران
- آرکادیوش یاکوبیک
- آگاتا کولشا
- میروسواف هانیشفسکی
- ماگدالنا پوپوافسکا
- پیوتر آدامچیک
- توماش وئوسوک
- میخاو ژورافسکی
- سباستیان کنراد
- سزاری کوشینسکی
- آندژی پوپیل
- آگنیشکا واگنر
- سواومیر زاپاوا
- کشیشتف گلوبیش
- ایزابلا دونبروفسکا
- پیوتر گارلیتسکی
- آرتور کرایفسکی
- الکساندرا پیسولا
- توماش بورکوفسکی
- یاکوب کامینسکی